# امام عبدالله
امام‌عبدالله، روستایی از توابع بخش مرکزی شهرستان مینودشت در استان گلستان ایران است.

## جمعیت
این روستا در دهستان چهل‌چای قرار دارد و براساس سرشماری مرکز آمار ایران در سال ۱۳۸۵، جمعیت آن ۲۴۱ نفر (۸۱خانوار) بوده‌است.